# 新藤風
新藤 風（しんどう かぜ、1976年11月20日 - ）は、日本の映画監督。映画監督新藤兼人は祖父、映画プロデューサーで近代映画協会社長の新藤次郎は父、プロレスのリング・アナウンサー新藤力也は兄である。女優乙羽信子は、義理の祖母（祖父・新藤兼人の再婚相手）になる。日本映画学校映像科撮影・照明コース卒業。

## 人物・経歴
神奈川県出身。神奈川県内の私立高校を経て、1995年に日本映画学校（現・日本映画大学）映像科撮影・照明コース 入学、1998年3月卒業。
2000年 フジテレビの番組『つんくタウン』番組内企画に応募し、『LOVE/JUICE』を製作。同作で、ベルリン国際映画祭新人作品賞「ウォルフガング・シュタウテ」受賞。2001年新藤兼人賞金賞受賞。
祖父・新藤兼人の晩年を共に過ごし、29歳から兼人と6年間同居。シナリオ執筆の補助や外出、撮影現場に付き添い、身の回りの世話など、公私ともに祖父を支えた。

## 主な作品

### 映画
監督
- LOVE/JUICE（2000年、つんくタウンFILMS)
- 帰ってきた!刑事(デカ)まつり「ぱいぱん刑事」（2003年、コムテッグ）
- 転がれ!たま子（2005年、シネカノン）
- 島々清しゃ（2017年、東京テアトル）[7]

監督健康管理
- 石内尋常高等小學校 花は散れども（2008年、シネカノン、監督：新藤兼人）

監督補佐
- 一枚のハガキ（2011年、東京テアトル、監督：新藤兼人）

助監督
- ナビィの恋（1999年、オフィス・シロウズ/東京テアトル、監督：中江裕司）
- 三文役者（2000年、近代映画協会/東京テアトル、監督：新藤兼人）

### テレビ
演出
- ドキュメンタリー人間劇場「おじいちゃん」（1998年、テレビ東京）

取材・構成
- 新藤兼人の大老人日記（1999年3月、NHK教育テレビ）